# Hermann II. (Battenberg)
Hermann II. Graf von Battenberg (* 1277; † 1314) war der letzte regierende Graf in der Grafschaft Battenberg.

## Leben

### Herkunft und Familie
Hermann II. von Battenberg war der Sohn des Widekind II. von Battenberg und dessen Gemahlin Elisabeth Gräfin von Weilnau und wuchs zusammen mit seinen Geschwistern Ida (1297–1316), Margarethe (Nonne im Kloster Georgenberg) und Elisabeth († 1330, ⚭ Walter von Lißberg) auf.

### Wirken
1286 beteiligte ihn sein Vater an der Verwaltung der Grafschaft Battenberg, die er gemeinsam mit den Erzbischöfen von Mainz besaß. Mit des Vaters Zustimmung verkaufte er 1291 die Hälfte der Besitzungen an die Erzbischöfe. Noch im selben Jahr verstarb Widekind und Hermann übernahm die vollen Regierungsgeschäfte. Es dauerte noch fünf Jahre, bis Hermann aus politischen Gründen und angeblich aus Geldnot die ihm verbliebene Hälfte seiner Grafschaft an die Erzbischöfe verkaufen musste: Burg und Stadt Battenberg und die Gerichte Laisa, Battenfeld und Münchhausen gingen an Mainz. 1297, im Jahr darauf, verkaufte Hermann mit Zustimmung seiner Schwester Ida, die mit einem Herrn von Waldeck im Hunsrück verheiratet war, die ihm verbliebene Reste der Grafschaft Battenberg und seinen Anteil an der Kellerburg mit allem Zubehör für 2000 Mark an den Mainzer Erzbischof Gerhard II.
1314 findet Hermann letztmals als Graf Erwähnung.